# Enhörningen
Enhörningen è un film del 1955, diretto da Gustaf Molander. 

## Trama
Una madre e un figlio sono ricoverati all'ospedale. Il figlio muore. Harriet, la madre, si sente in colpa per la morte del figlio, Christer. La ferita alla spalla di Harriet è guarita. Niente si dice sulla diagnosi di Christer. Frank, il marito di Harriet, è venuto per riaccompagnarla a casa, ma prima la donna gli racconta la propria storia.
Quando aveva 5 anni Harriet scopre che gli unicorni, di cui aveva un'immagine sul letto, non esistono realmente: da quel momento, racconta la donna, verità e menzogna hanno cominciato, per lei, a confondersi. Alla stessa età Harriet rompe un prezioso vaso orientale del padre, e dà la colpa al cugino Ossian: una semplice bugia che però Ossian non dimenticherà mai.
Da giovane adulta, Harriet sposa Frank, un militare, senza esserne troppo convinta. La coppia ha due figli, e Harriet diviene l'amante del tenente Claes von Klitzow, che peraltro la lascia quando gli si presenta una ricca occasione matrimoniale. Harriet è incinta di Claes, e dà alla luce il figlio Christer. Questi cresce come il prediletto della madre, e comincia a manifestare delle particolarità che lo rendono diverso dai suoi fratelli.
Passano gli anni, e Christer, ora un giovane attore di film di terz'ordine, si innamora di Louise, la figlia di Claes. Mentre Frank è all'oscuro di tutto si tenta di far recedere i due giovani dai propri sentimenti, fino a che Claes rivela a Louise e a Christier il fatto che sono fratelli per parte di padre. Christer sviluppa allora un odio verso la madre: interviene Ossian, messo a parte della situazione, che induce Christer, sempre a corto di danaro, a ricattare la madre, mentre lo spinge sul sentiero della droga, e tenta di ricattare anche Frank perché questo suo coinvolgimento negli stupefacenti non appaia. Christer viene messo sotto tutela e affidato ad un'istituzione per il recupero dei tossicodipendenti.
Ma Christer fugge e si presenta alla madre, che per la prima volta nella sua vita ha male parole contro il figlio. Christer estrae il revolver che gli aveva dato Ossian e spara alla madre, colpendola alla spalla.
Frank e Harriet si preparano a tornare a casa dall'ospedale. 